# One Love (Bob Marley-låt)
"One Love/People Get Ready" är en sång av Bob Marley & The Wailers från albumet Exodus 1977. 
Sången spelades först in i ska-stil av Marleys originalgrupp The Wailers på deras debutalbum The Wailing Wailers 1965. Den har också förekommit på många samlingsskivor och anses som en klassiker. Sången innehåller en infogning av sången "People Get Ready" av Curtis Mayfield inspelad av The Impressions. Bob Marleys hybrid har därför titeln "One Love / People Get Ready", vilket gör både Marley och Mayfield till upphovsmän. Sången är inspirerad av Marleys vän, den karibiske målaren Roman Selvaggio.